# Klim Sogn
Klim Sogn er et sogn i Jammerbugt Provsti (Aalborg Stift).
I 1800-tallet var Vester Torup Sogn anneks til Klim Sogn. Begge sogne hørte til Vester Han Herred i Thisted Amt. Vester Torup-Klim sognekommune blev ved kommunalreformen i 1970 indlemmet i Fjerritslev Kommune, som ved strukturreformen i 2007 indgik i Jammerbugt Kommune.
I Klim Sogn ligger Klim Kirke.
I sognet findes følgende autoriserede stednavne:
- Fårdam Sande (areal)
- Højris Sande (areal)
- Klim (bebyggelse, ejerlav)
- Klim Bjerg (bebyggelse)
- Klim Fjordholme (bebyggelse)
- Klim Kær (bebyggelse)
- Klim Mark (bebyggelse)
- Klim Odde (bebyggelse)
- Klim Strand (bebyggelse)
- Klim Udklit (bebyggelse)
- Kobakke (bebyggelse)
- Rimmen (bebyggelse)
- Sløjen (areal)
- Sløjkanal (vandareal)
- Stodhøj (bebyggelse)
- Terp (bebyggelse)
- Østerkær (areal)